# Norte, hangganan ng kasaysayan
Norte, Hangganan ng Kasaysayan, comercialitzada en anglès com Norte, the End of History és una pel·lícula de drama psicològic filipina del 2013 escrita i dirigida per Lav Diaz. Amb una durada de més de quatre hores, la pel·lícula explora temes de crim, classe i família.
Projectat a la secció Un Certain Regard del 66è Festival Internacional de Cinema de Canes, de 2013 així com el Festival Internacional de Cinema de Toronto de 2013 i a la competició principal del Festival Internacional de Cinema de Nova York de 2013, i la secció de màsters del Festival de cinema asiàtic de San Diego 2013,la pel·lícula ha rebut un gran reconeixement per la seva narració fascinant i la seva cinematografia única. La pel·lícula també va guanyar quatre premis, inclosos els de millor pel·lícula i millor actriu als 2014 Gawad Urian Awards.
La pel·lícula va tenir una estrena limitada a les Filipines l'11 de març de 2014 i la seva àmplia estrena a les sales el 10 de setembre de 2014. Va ser seleccionada com a entrada filipina per al Oscar a la millor pel·lícula de parla no anglesa al Premis Oscar de 2014, però no va ser nominada.

## Argument
La vida de tres persones canvia quan una d'elles comet un crim. Joaquín (Archie Alemanya) està fallant estrepitosamente a l'hora de mantenir la seva família. Quan el prestador de diners de Joaquín és assassinat per un estudiant de dret desil·lusionat, Fabian (Sid Lucero), la responsabilitat del crim recau sobre ell. A la presó, es veu transformat per la misèria i la solitud.
La seva dona Eliza (Angeli Bayani) que es deixa per a la família, dedica tota la seva força a lluitar contra la desesperació mentre es guanya la vida pels seus fills.
El veritable autor, Fabian, vaga lliure. La seva desil·lusió amb el seu país —la seva història de revolucions marcada per traïcions i crims impunes— el porta al límit de la bogeria.

## Repartiments
- Sid Lucero com a Fabian
- Angeli Bayani com a Eliza
- Archie Alemania com a Joaquin
- Angelina Kanapi com a Hoda
- Soliman Cruz com a Wakwak
- Hazel Orencio com Ading
- Mae Paner com a Magda

## Recepció

### Recepció crítica
La pel·lícula va rebre l'aclamació de la crítica, amb una puntuació "fresca" del 93% a Rotten Tomatoes basada en 40 ressenyes, amb una valoració mitjana de 8 sobre 10. El consens de la crítica afirma "És de quatre hores". La durada és innegablement imponent, però Norte, Hangganan ng Kasaysayan recompensa els espectadors pacients amb una experiència visual absorbent i expansiva." La pel·lícula té una puntuació de 81 a Metacritic basada en 10 ressenyes, cosa que significa "aclamació universal".
A.O. Scott de New York Times escriu, "Més de quatre hores de durada, filmades en grans preses gairebé sense primers plans i molt pocs moviments de càmera, "Norte, the End of History" de Lav Diaz. és un tour de force del cinema lent. És l'obra d'un director tan fascinat per la decència com per la lletjor, i capaç de presentar el caos de la vida en una sèrie d'imatges que són alhora lluminosament clares i infinitament misterioses."
Neil Young de The Hollywood Reporter va fer una crítica decebedora dient: "Aquí hi ha poca profunditat, complexitat o matisos genuïns, Diaz, en canvi, busca transmetre la il·lusió de profunditat fent que diversos personatges llancin. al voltant d'un pesat verbiatge social i filosòfic d'una manera sofomòrica."
A finals de 2013, la revista britànica Sight & Sound va incloure Norte com una de les 10 millors pel·lícules del 2013, empatant al novè lloc amb la pel·lícula francesa L'Inconnu du lac. TLa pel·lícula també va ser escollida pels International Cinephile Society Awards 2014 com a una de les millors pel·lícules que no es van estrenar el 2013. Norte' també es va classificar al número 15 de les 20 millors pel·lícules del 2014 de Film Comment.

### Premis i nominacions
| Any  | Esdeveniment                                                  | Categoria                                                  | Recipient                              | Resultat  |
| ---- | ------------------------------------------------------------- | ---------------------------------------------------------- | -------------------------------------- | --------- |
| 2013 | 66è Festival Internacional de Cinema de Canes                 | Prix Un Certain Regard                                     | Norte, hangganan ng kasaysayan         | Nominat   |
| 2013 | Festival Internacional de Cinema Cinemanila                   | (Millor pel·lícula) Lino Brocka Award                      | Norte, hangganan ng kasaysayan         | Nominat   |
| 2013 | Festival Internacional de Cinema Cinemanila                   | Premi al millor director                                   | Lav Diaz                               | Guanyador |
| 2013 | International Cinephile Society Awards                        | Millor pel·lícula no estrenada el 2'13                     | Norte, hangganan ng kasaysayan         | Guanyador |
| 2013 | Festival Internacional de Cinema de Drets Humans de Nuremberg | Premi Internacional de Cinema de Drets Humans de Nuremberg | Norte, hangganan ng kasaysayan         | Guanyador |
| 2014 | Gawad Urian Awards                                            | Millor pel·lícula                                          | Norte, hangganan ng kasaysayan         | Guanyador |
| 2014 | Gawad Urian Awards                                            | Millor actor                                               | Sid Lucero                             | Nominat   |
| 2014 | Gawad Urian Awards                                            | Millor actriu                                              | Angeli Bayani                          | Guanyador |
| 2014 | Gawad Urian Awards                                            | Millor actor secundari                                     | Archie Alemania                        | Nominat   |
| 2014 | Gawad Urian Awards                                            | Millor director                                            | Lav Diaz                               | Nominat   |
| 2014 | Gawad Urian Awards                                            | Millor guió                                                | Lav Diaz i Rody Vera                   | Guanyador |
| 2014 | Gawad Urian Awards                                            | Millor fotografia                                          | Lauro Manda                            | Guanyador |
| 2014 | Gawad Urian Awards                                            | Millor música                                              | Perry Dizon                            | Nominat   |
| 2014 | Gawad Urian Awards                                            | Millor edició                                              | Lav Diaz                               | Nominat   |
| 2014 | Gawad Urian Awards                                            | Millor so                                                  | Corinne de San Jose                    | Nominat   |
| 2014 | Golden Screen Awards                                          | Millor llargmetratge (Drama)                               | Norte, the End of History              | Nominat   |
| 2014 | Golden Screen Awards                                          | Millor director                                            | Lav Diaz                               | Nominat   |
| 2014 | Golden Screen Awards                                          | Millor guió original                                       | Rody Vera Lav Diaz                     | Nominat   |
| 2014 | Golden Screen Awards                                          | Millor història original                                   | Rody Vera Michiko Yamamoto Raymond Lee | Nominat   |
| 2015 | 30ns Premis Independent Spirit                                | Millor pel·lícula estrangera                               | Lav Diaz                               | Nominat   |
| 2015 | London Film Critics' Circle Awards                            | Millor pel·lícula estrangera                               | Lav Diaz                               | Nominat   |